# Lethades scabriculus
Lethades scabriculus là một loài tò vò trong họ Ichneumonidae.